# Jakob Eberdt

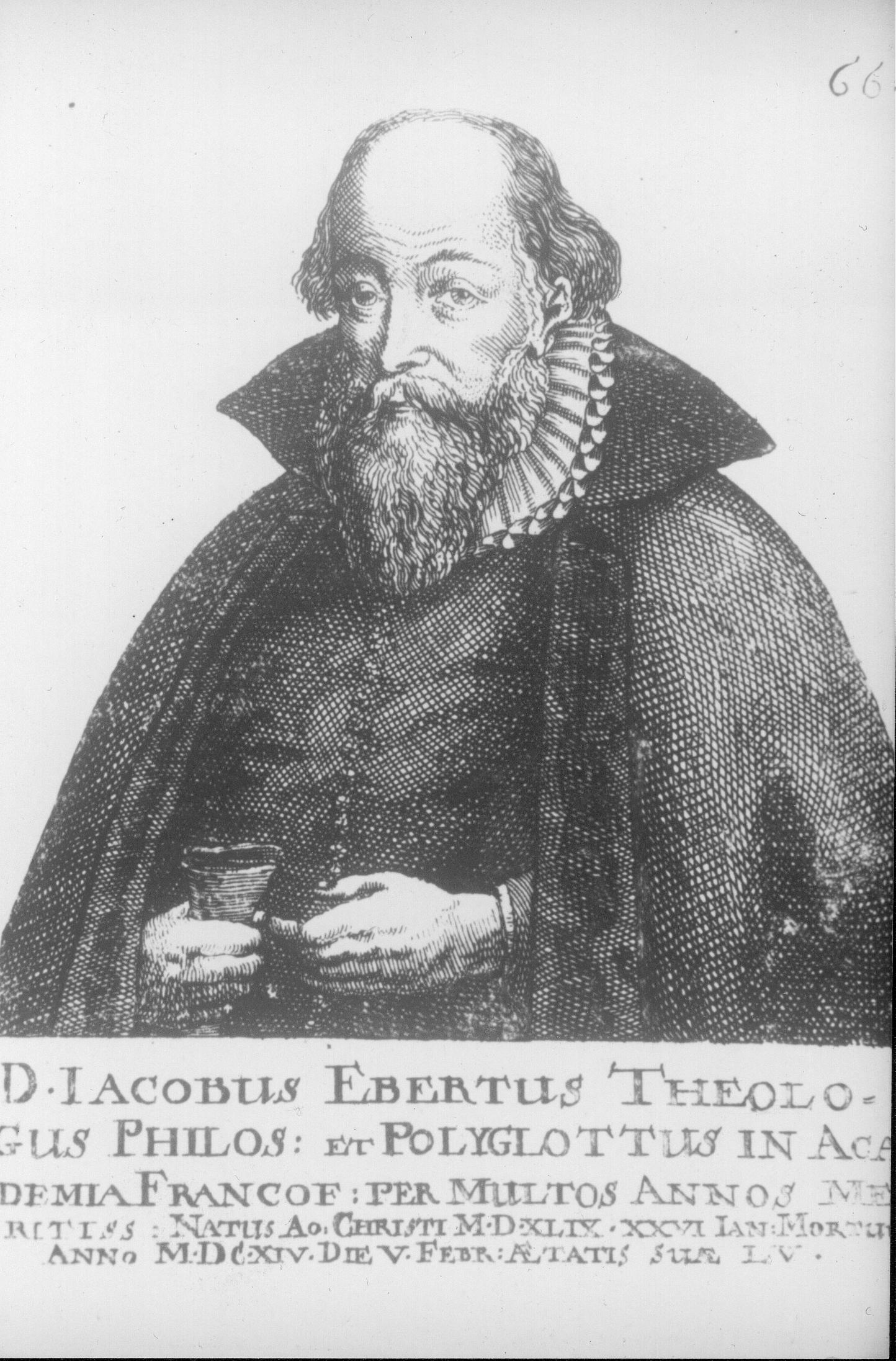
Jakob Ebert

Jakob Eberdt, alt. Erbert och latiniserat Jacobus Ebertus med tillägget Polyglottus på grund av sin språkkunnighet.  Född 26 januari 1549 i Sprottau, Schlesien, död 5 februari 1615. Var rektor till 1594 då han tillträdde som teologie professor i Frankfurt an der Oder. Hans psalmtext Du Friedefürst, Herr Jesu Christ tonsattes 1601 av 
Bartholomäus Gesius samt senare av Dietrich Buxtehude (BuxW 20 och 21). Johann Sebastian Bach (BW 116) komponerade en kantat till denna text. 
Eberdt finns representerad i den svenska psalmboken i dess utgivningar mellan 1695 och 1937. 

## Psalmer
- Det gamla år framgånget är (1695 nr 136, 1937 nr 465) skriven 1601.